# Kocsis Ferenc (labdarúgó, 1891)
Kocsis Ferenc (1891. június 29. – 1955. december 26.) válogatott labdarúgó, balfedezet.

## Pályafutása

### Klubcsapatban
A MAC labdarúgója volt. Az összjátékban jó képességű labdarúgó volt, de gyorsasága nem érte el az átlagot.

### A válogatottban
1915-ben egy alkalommal szerepelt a magyar labdarúgó-válogatottban.

## Sikerei, díjai
- Magyar bajnokság
  - 5.: 1913–14

## Statisztika

### Mérkőzése a válogatottban
| Magyarország | Magyarország   | Magyarország                    | Magyarország | Magyarország | Magyarország | Magyarország | Magyarország | Magyarország |
| #            | Dátum          | Helyszín                        | Hazai        | Eredmény     | Vendég       | Kiírás       | Gólok        | Esemény      |
| ------------ | -------------- | ------------------------------- | ------------ | ------------ | ------------ | ------------ | ------------ | ------------ |
| 1.           | 1915. május 2. | Budapest, Hungária körúti pálya | Magyarország | 2 – 5        | Ausztria     | barátságos   | -            |              |
|              | Összesen       |                                 |              | 1            | mérkőzés     |              | 0            | gól          |